# Прилуцкое (Калиновский район)
Прилуцкое (укр. Прилуцьке) — село на Украине, находится в Калиновском районе Винницкой области.
Население по переписи 2001 года составляет 171 человек. Почтовый индекс — 22400. Телефонный код — 4333.
Занимает площадь 0,025 км².

## Адрес местного совета
22400, Винницкая область, Калиновский р-н, г. Калиновка, ул. Вадима Нестерчука, 47